# Auguste Le Moyne
Arnaud Auguste Hilaire Le Moyne (1800-1891), aussi connu sous le nom de chevalier Le Moyne, est un diplomate, naturaliste, dessinateur et écrivain français, connu pour ses missions en Amérique latine.

## Biographie
Auguste est le fils d'Hilaire Le Moyne, colonel du 14e régiment de chasseurs à cheval. À la mort de celui-ci en 1852, il héritera de son titre de chevalier.  
En 1816, il termine ses humanités au collège royal de Charlemagne.  
Dès l'enfance, il se passionne pour l'entomologie et les sciences naturelles. Son goût pour l'histoire, la littérature, la politique et l'étude des insectes le poussent à entreprendre un périple du Havre à Carthagène, puis à sillonner l'Amérique latine sur les traces d'Alexander von Humboldt dont il est un grand lecteur.  
Il commence sa carrière diplomatique comme élève vice-consul le 1er mai 1824, tout en poursuivant des études à la faculté de droit de Paris. En octobre 1828, il est nommé vice-consul en Colombie par le roi de France Charles X, et confirmé par Louis Philippe en 1832 comme chargé d'affaires. Il restera onze ans à Bogota, jusqu'à l'hiver 1839, et aura l'occasion de fréquenter plusieurs présidents colombiens : Simón Bolívar, Francisco de Paula Santander, Domingo Caycedo, Joaquín Mosquera, José María Obando. À propos de Bolivar, il écrit : « [...] sa parole abondante, imagée, pleine de saillies spirituelles, qui révélait une âme richement douée, nous tenait sous un charme ». 
Il est chargé de la reconnaissance par la France de l'indépendant de la Nouvelle-Grenade en 1832. En août 1840, il devient consul général chargé d'affaires à Lima jusqu'en 1849.
Il est ensuite affecté en Égypte (1849-1852) et enfin en Argentine comme ministre plénipotentiaire de Napoléon III à Río de la Plata (1852-1856) en remplacement de Louis de Saint-Georges. À son arrivée, on lui confie la représentation du Second Empire à la Confédération argentine d'Urquiza. En 1861, il est nommé président de la commission des corsaires colombiens.

## Vie privée
En 1840, il épouse Adrienne de Bruno, la fille du général d'Empire Adrien François de Bruno et de Hyacinthe de Folard, avec qui il aura cinq enfants.

## Postérité
De retour à Paris, il commence la rédaction de ses mémoires intitulés Voyages et séjours dans l'Amérique du Sud. La Nouvelle-Grenade : Santiago de Cuba, la Jamaïque et l'isthme de Panama, qui paraissent en 1880 (publiées en Colombie en 1945). Il y décrit, à travers de nombreuses anecdotes, les coutumes et la vie locale, ainsi que la faune et la flore. L'ouvrage reste une référence en matière de témoignage sur la Colombie et du Venezuela de l'époque.
Dessinateur, il laisse une soixantaine d'aquarelles sur de nombreuses figures typiques de l'époque, notamment les bogas, les piroguiers colombiens, ainsi que sur la faune endémique. Il réalise également un portrait de Simón Bolívar. En 2004, la famille Botero-Nora Restrepo, propriétaire de la collection de peintures, en fait don au Musée national de Colombie.

## Sources
- « Le Moyne en Colombia », El Tiempo, 11 janvier 2004[5].
- Archives de l'état civil de Saint-Jean-le-Blanc, janvier 1891[12].
- Fonds des Archives diplomatiques.